# Solpuga upembana
Solpuga upembana är en spindeldjursart som beskrevs av Roewer 1952. Solpuga upembana ingår i släktet Solpuga och familjen Solpugidae. Inga underarter finns listade i Catalogue of Life.